# Minas (kaas)
Queijo minas is een Braziliaanse kaas die wordt geproduceerd in de regio Zuidoost-Brazilië. De kaas is genoemd naar de deelstaat Minas Gerais, waar hij geproduceerd wordt in Serro en Serra da Canastra. Het is een witte rondvormige kaas die wordt gemaakt van doorgaans rauwe koemelk. De kaas wordt zowel op boerderijen als in fabrieken gemaakt.

## Geschiedenis
De geschiedenis van queijo minas gaat terug tot begin achttiende eeuw, toen goud gevonden werd in de staat Minas Gerais. Deze staat bleek door de natte bodem geschikt te zijn voor het houden van melkvee. Enkele goudzoekers brachten het recept uit Portugal en pasten deze aan de nieuwe omgeving. Ze maakten toen een jonge kaas voor alle goudzoekers en leverden hun kaas tevens aan de toenmalige hoofdstad Rio de Janeiro. Ruim honderd jaar later werd queijo minas als verse kaas gemaakt en groeide uit tot een van de populairste Braziliaanse kazen.

## Varianten
Er zijn vier varianten van queijo minas:
- Frescal - verse kaas;
- Meia-cura - licht gerijpte kaas;
- Curado - gerijpte kaas;
- Queijo padrão - standaard kaas.